# I Am... Yours: An Intimate Performance at Wynn Las Vegas
I Am... Yours: An Intimate Performance at Wynn Las Vegas는 미국의 알앤비 가수 비욘세의 CD/DVD 라이브 음반이다. 이 음반은 비욘세의 월드 투어였던 I Am… Tour를 2009년 8월 2일 라스베이거스에서 재편집해 만든것이다. 2009년 11월 26일 ABC에서 방영해준적도 있다.
이 음반은 미국 빌보드 탑 뮤직 비디오 차트에서 8주 동안 1위를 했었고 200,000만 장을 팔아 2× 플래티넘 인증을 받았다. 이로 인해 비욘세의 첫 DVD 1위 음반이 되었고, 비디오 차트에서 52주 동안 존재했다.

## 차트
| 차트 (2009)                | 최고 순위 | 음반 판매량 인증 |
| -------------------------- | --------- | ---------------- |
| ARIA 탑 40 뮤직 DVD 차트   | 11        | 플래티넘         |
| 미국 빌보드 탑 뮤직 비디오 | 1         | 2× 플래티넘      |
| Dutch Concert DVDs         | 4         |                  |
| 벨기에 DVD 차트            | 9         |                  |
| 독일 음반 차트             | 85        |                  |
| 독일 DVD 차트              | 3         |                  |
| 그리스 음반 차트           | 23        |                  |
| 멕시코 음반 차트           | 58        |                  |
| 뉴질랜드RIANZ DVD 차트     | 6         |                  |
| 포르투갈 음반 차트         | 18        |                  |
| 스페인 음반 차트           | 8         |                  |
| 스페인 DVD 차트            | 7         |                  |
| 스웨덴 DVD 차트            | 10        |                  |
| 일본 DVD 차트              | 66        |                  |
| 브라질 DVD 차트            | 1         | 2× 플래티넘      |

## 같이 보기
- I Am... Yours